# 滝沢拓也
滝沢　拓也（たきざわ たくや、1992年(平成4年)1月7日 - ）は、神奈川県茅ヶ崎市出身のプロフットサル選手。Y.S.C.C YOKOHAMA FUTSAL所属。ポジションはALA（アラ）。相洋高校卒業。

## 来歴

### 幼少期
小学校1年の頃より、FC浜須賀に入団。その後、各地域選抜などにも選ばれ、小学生時代は神奈川県選抜にも選出。中学時、茅ケ崎選抜、湘南選抜にも選ばれるものの、中学校3年生時は、怪我などの影響もあり未招集。
小学校、中学と在籍していた浜須賀小学校、浜須賀中学校ではテラスハウスに出演した、まーくんこそ湯川正人と同級生である。

### サッカー時代
高校時代は、相洋高校に入学、入団。一時オーバートレーニング症候群を発症し、一時サッカーから離れる時期もあったが、高校3年時にはセンターバックとして、レギュラーとして活躍。全国高校サッカー選手権神奈川県予選、ベスト16では湘南工科大学付属高等学校戦で決勝点となるヘディングを記録。この年、相洋高校は初のプリンスリーグに昇格し、活躍。
高校卒業後は、神奈川県社会人サッカーのコワダFCに加入、2部、1部と経験。

### フットサル
2014年よりフットサルに転向し、2017年よりF2リーグ加入が確定した、Y.S.C.C YOKOHAMA FUTSALの加入が発表された。
初年度の2018-2019シーズンでは、F2リーグ得点ランキング2位（チーム内トップ）を獲得。2019-2020シーズンでは、チームが無敗優勝で、F1への昇格を果たす原動力となった。
2020-2021シーズンでも契約が更新され、初めてのF1リーグに挑む。

## 選手としての特徴
プレースタイル
サッカーでは、主にセンターバック、ボランチ、トップ下で活躍。卓越したボールコントロールと正確無比のキック制度が評価され、ゲームメイカーとして活躍。
一方、フットサルにおいては、ALAにポジションを変え、得点力が鋭く、シュートスピードはF2リーグでも屈指。圧倒的なボールミート力と足を振り抜くスピードで得点を量産し観客を魅了する。

## 人物
基本的に社交的なタイプではなく、口数も多くはないが、フィールドに入ると表情が変わる、職人肌系のプレイヤーである。
チーム内では頼りがいのあるやんちゃ坊主というような扱いをされており、2019-2020シーズンにベトナムより加入したベトナム人プレイヤーに、チーム公式インスタグラム内で茶化される一面もあった。

## 所属クラブ
- サッカー
  - 1998-2006 FC浜須賀
  - 2004-2007 浜須賀中学校サッカー部
  - 2007-2011 相洋高校サッカー部
  - 2011-2013 コワダFC （神奈川県社会人サッカー1部リーグ 所属 (当時) ）
- フットサル
  - 2013-2016 FCまんほーる[神奈川県社会人フットサルリーグ1部 所属 ]
  - 2017- Y.S.C.C YOKOHAMA FUTSAL所属